# Eparchie Nossa Senhora do Líbano em São Paulo
De eparchie Nossa Senhora do Líbano em São Paulo (Latijn: Dioecesis Guaruliensis) is een Maronitische eparchie met als zetel São Paulo, in Brazilië. De eparchie draagt zorg voor alle Maronieten in Brazilië, en is suffragaan aan het rooms-katholieke aartsbisdom São Paulo. 

## Geschiedenis
Sinds 14 november 1951 bestond reeds een bisdom voor oosterse gelovigen in Brazilië, dat geleid werd door de rooms-katholieke aartsbisschop van Rio de Janeiro. Op 30 mei 1962 creëerde paus Johannes XXIII een Maronitsch Apostolisch Exarchaat voor de Maronitische diaspora in Brazilië, het eerste Maronitische exarchaat voor de diaspora in de wereld. Bisschop Francis Mansour Zayek kreeg de leiding over het exarchaat en werd tevens benoemd tot hulpbisschop van het bisdom voor oosterse gelovigen en het aartsbisdom Rio de Janeiro. Op 29 november 1971 werd het exarchaat verheven tot eparchie. 

## Parochies
De eparchie omvat heel Brazilië, en had in 2021 521.000 gelovigen verspreid over 12 parochies.

## Bisschoppen
- Francis Mansour Zayek (30 mei 1962 - 27 januari 1966)
  - Anthony Joubeir (vicaris-generaal: 1966 - 1 maart 1968)
- João Chedid (1 maart 1968 - 9 juni 1990)
- Joseph Mahfouz (9 juni 1990 - 14 oktober 2006)
- Edgar Amine Madi (14 oktober 2006 - heden)

São Paulo (aartsbisdom) · Campo Limpo · Guarulhos · Mogi das Cruzes · Nossa Senhora do Líbano em São Paulo (maronieten) · Nossa Senhora do Paraíso em São Paulo (melkieten) · Osasco · Santo Amaro · Santo André · Santos · São Miguel Paulista